# Bausch (Familienname)
Bausch ist ein deutscher Familienname.

## Namensträger
- Andreas Bausch (Wirtschaftswissenschaftler) (* 1965), deutscher Wirtschaftswissenschaftler und Hochschullehrer
- Andreas Bausch (Künstler) (* 1966), deutscher Maler
- Andy Bausch (* 1959), luxemburgischer Filmregisseur
- Anton Bausch (1890–1940), deutscher Politiker (Zentrumspartei) und Landesökonomierat
- August Bausch (1818–1909), deutscher Historien- und Genremaler der Düsseldorfer Schule
- Bernd M. Bausch (1900–1965), deutscher Film- und Theaterschauspieler
- Burkard Bausch (1656–1721/1723), deutscher Mönch und Chronist
- Carl Bausch (1812–1879), deutscher Brauer
- Christian Bausch (1933–2014), schwedischer Diplomat und Botschafter
- Conrad Heinrich Bausch (1814–1894), deutscher Politiker (DFP), MdL Hessen
- Dotsie Bausch (* 1973), US-amerikanische Radrennfahrerin
- François Bausch (* 1956), luxemburgischer Politiker
- Gusty Bausch (* 1980), luxemburgischer Cyclocross- und Straßenradrennfahrer
- Hans Bausch (1921–1991), deutscher Journalist und Politiker (CDU)
- Hans Albert Bausch (1895–1967), deutscher Lebensmittelchemiker und Hochschullehrer
- Heinz Bausch (1899–1974), deutscher Kommunist, Widerstandskämpfer gegen das NS-Regime, KZ-Häftling und Volkspolizist
- James Bausch (1906–1974), US-amerikanischer Leichtathlet
- Jill Bausch (* 1987), luxemburgische Basketballspielerin
- Joe Bausch (* 1953), deutscher Arzt und Schauspieler
- Johann Bausch (Dillenburg) (1788–1856), deutscher Schultheiß, MdL Nassau
- Johann Jakob Bausch (1830–1926), deutsch-amerikanischer Optiker
- Johann Lorenz Bausch (1605–1665), deutscher Mediziner
- Johann Wilhelm Bausch (1774–1840), deutscher Geistlicher, Bischof von Limburg
- Jörg Bausch (* 1973), deutscher Schlagersänger
- Karl-Richard Bausch (1939–2022), deutscher Germanist
- Ludwig Bausch senior (1805–1871), deutscher Geigenbauer
- Ludwig Bausch junior (1829–1871), deutscher Geigenbauer
- Maximilian Bausch (1832–?), deutscher Polizeibeamter und Autor
- Norbert Bausch (* 1946), luxemburgischer Fußballspieler
- Paul Bausch (1895–1981), deutscher Politiker (CSVD, CDU)
- Peter Carl Bausch (1812–1879), deutscher Bäcker und Bierbrauer, MdL Nassau
- Pina Bausch (1940–2009), deutsche Tänzerin, Choreografin und Tanzpädagogin
- Richard Bausch (1869–1947), deutscher Unternehmer
- Roman Bausch (* 1982), deutscher Volkswirt und Politiker (AfD), Landtagsabgeordneter in Hessen
- Theodor Bausch (1849–1925), deutscher Bildhauer
- Udo Bausch (* 1956), deutscher Politiker (parteilos)
- Ulrich Bausch (* 1959), deutscher Sozialwissenschaftler und Unternehmer
- Viktor Bausch (General) (1860–1923), deutscher General der Infanterie
- Viktor Bausch (Unternehmer) (1898–1983), deutscher Unternehmer der Papierindustrie
- Wilhelm von Bausch (1804–1873), deutscher Politiker